# Tutti
Pour les articles homonymes, voir Cosey Fanni Tutti.
Dans la musique classique, le terme tutti  (de l'italien « tous ») peut revêtir différents sens selon que celui-ci est associé à un orchestre ou bien à un orgue.
En français, le mot « tutti » — quoique dérivé d'un pluriel italien signifiant « tous, tous ensemble » — est au singulier : « un tutti ». Au pluriel : « des tuttis » ou « des tutti » (pluriel savant).

## Musique d'orchestre
Dans la musique symphonique, le terme tutti désigne un passage où tous les instruments de l'orchestre sont sollicités et jouent ensemble, par opposition à d'autres passages, plus spécifiquement destinés à un nombre limité d'instruments — un ou quelques solistes, ou encore, un ou quelques pupitres. Par exemple, dans la musique concertante, les tuttis s'opposent aux soli des instruments solistes

## Orgue

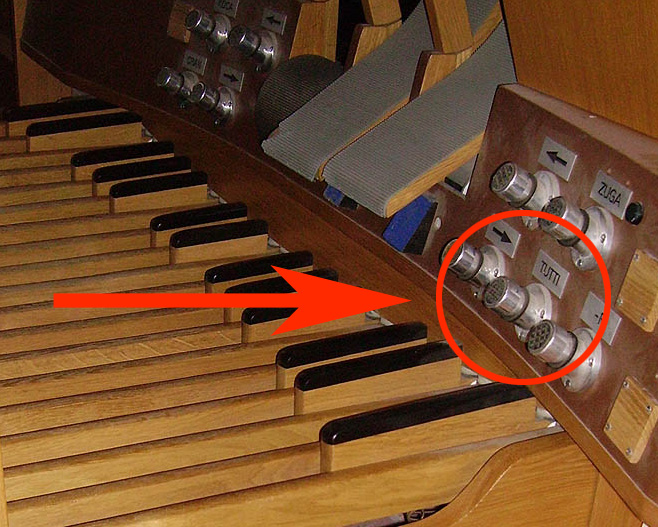
Piston de rappel de tutti (console d'orgue)

À l'orgue, le tutti désigne la registration consistant à utiliser toute la puissance de l'instrument en tirant tous les jeux disponibles et en mettant toutes les tirasses et tous les accouplements. Sur la plupart des instruments on trouve généralement un mécanisme permettant d'appeler le tutti (cuillère, champignon, piston ou bouton poussoir) afin d'en simplifier la manœuvre. Sur l'orgue italien, ce mécanisme s'appelle tiratutti.
Dans l'orgue classique français, le tutti ne se pratiquait pas car l'association de certains jeux ne produisaient pas un mélange heureux. Il était de rigueur de ne pas mélanger les plein-jeux avec les tierces ou les cornets. L'équivalent du tutti était en fait le grand jeu (jeux de fond, anches et cornet).
Le tutti apparaît surtout avec l'orgue romantique, puis symphonique en France et l'orgue orchestre en Italie, au XIXe siècle. Il faut souligner que malgré la définition du tutti, tous les jeux n'y figurent pas nécessairement. Par exemple, on ne met jamais les jeux ondulants dans un tutti (voix céleste, unda maris). Certains jeux de détail, en particulier les anches courtes, peuvent aussi être exclus du tutti (voix humaine et régale) mais cela dépend de leur harmonisation et du facteur. Un régale puissant « à l'espagnole » sera toujours inclus dans le tutti, à plus forte raison s'il est en chamade.